# Татран (Ліптовський Мікулаш)
«Татран» (словац. MFK Tatran Liptovský Mikuláš) — словацький футбольний клуб із міста Ліптовський Мікулаш, заснований 1934 року. Виступає в Другій лізі Словаччини. Домашні матчі приймає на стадіоні «Ліптовський Мікулаш» місткістю 1 950 глядачів.

## Історія
Клуб створений 22 червня 1934 року.
Першим президентом клубу був Стерлінгер, який пожертвував зі своєї приватної власності луг Пшанінах (де сьогодні знаходиться молокозавод), щоб створити футбольне поле, цей стадіон проіснував до 1972 року. За часів Чехословаччини клуб грав в нижчих лігах Словацької Соціалістичної Республіки.
З моменту отримання незалежності Словаччини «Татран» виступав у нижчих лігах Словаччини. Із середини 2000-х років команда поступово прогресує, підвищуючись у класі. Посівши перше місце в першій лізі у сезоні 2020/21 років «Татран» отримує право виступати в найвищому дивізіоні Фортуна ліга, де клуб відіграв два сезони в 2021/22 посів восьме місце та 2022/23 посів останнє місце та вибув до першої ліги, а у наступному сезоні і до другої ліги, де наразі і виступає.

## Досягнення
Перша ліга
- Чемпіон (1): 2020-21 (підвищення)